# Festuca djimilensis
Festuca djimilensis là một loài thực vật có hoa trong họ Hòa thảo. Loài này được Boiss. & Bal. mô tả khoa học đầu tiên năm 1874.